# 千葉県道21号五井本納線
千葉県道21号五井本納線（ちばけんどう21ごうごいほんのうせん）は、千葉県市原市村上の国道297号との交点である「市原IC東側」交差点を起点とし、茂原市本納の国道128号との交点を終点とする県道（主要地方道）である。

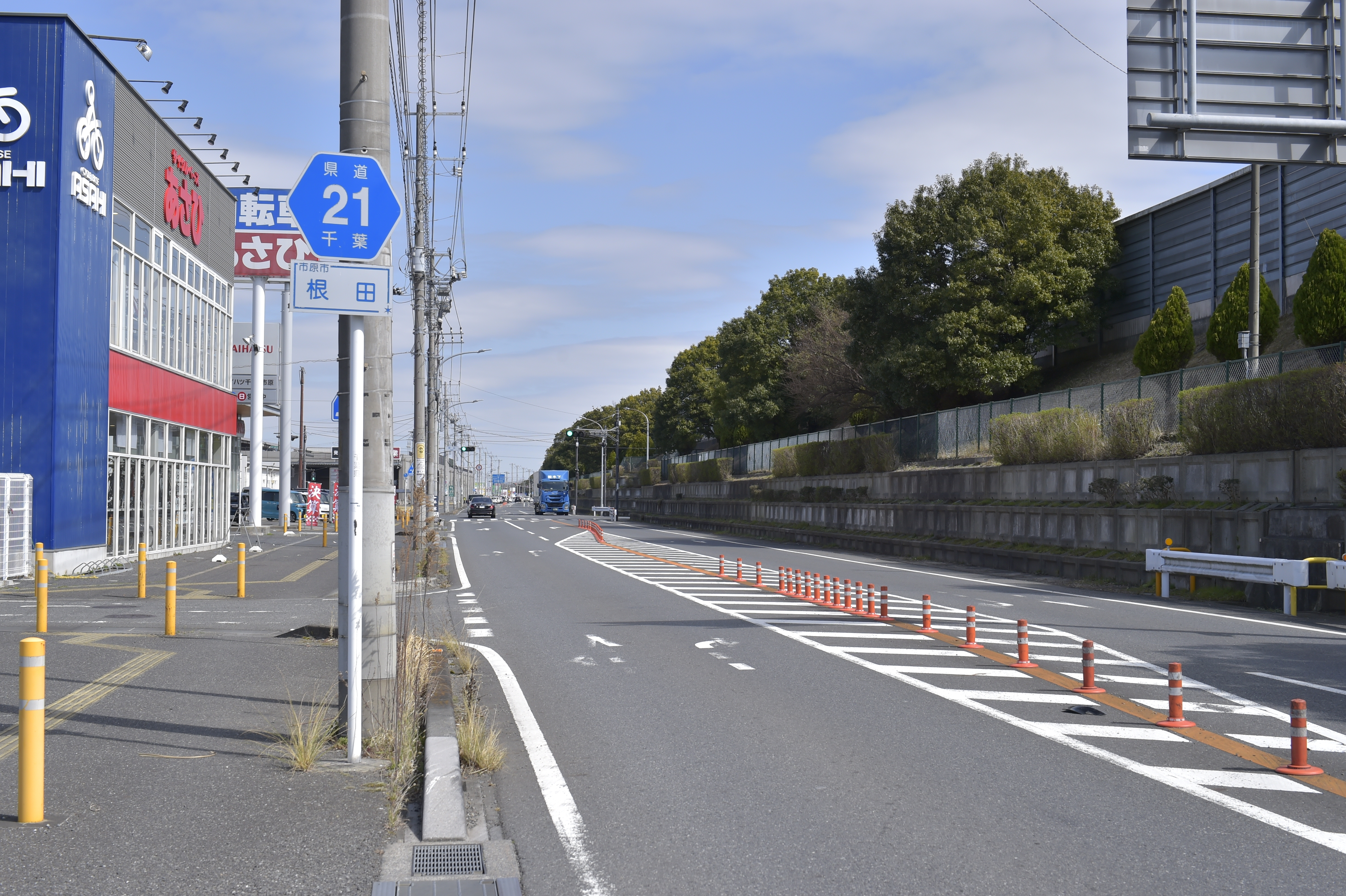
千葉県道21号五井本納線
市原市根田（2023年3月）

## 概要

### 路線データ
- 起点：千葉県市原市村上 「市原IC東側」交差点（国道297号交点）
- 終点：千葉県茂原市本納[1] 「本納」交差点（国道128号交点）
- 総延長：*.* km（市原土木事務所管内：*.* km、長生土木事務所管内：*.* km）
- 重用延長：なし（市原土木事務所管内：*.* km、長生土木事務所管内：0.0 km）
- 実延長：24.121 km（市原土木事務所管内：18.249 km[1]、長生土木事務所管内：5.872 km[2]）
- Googleマップ

## 歴史
- 2013年（平成25年）2月24日：茂原北ICの接続道路として新治バイパス（茂原市大沢地先 - 柴名地先：L=2.0km）が開通[3]。

## 路線状況

### 重複区間
- 千葉県道130号誉田停車場潤井戸線（市原市潤井戸 「潤井戸」交差点 - 市原市永吉 「永吉」交差点）
- 千葉県道128号日吉誉田停車場線（市原市東国吉 「東国吉」交差点 - 市原市金剛地）
- 千葉県道67号生実本納線（茂原市大沢 - 茂原市本納）※終点

## 地理

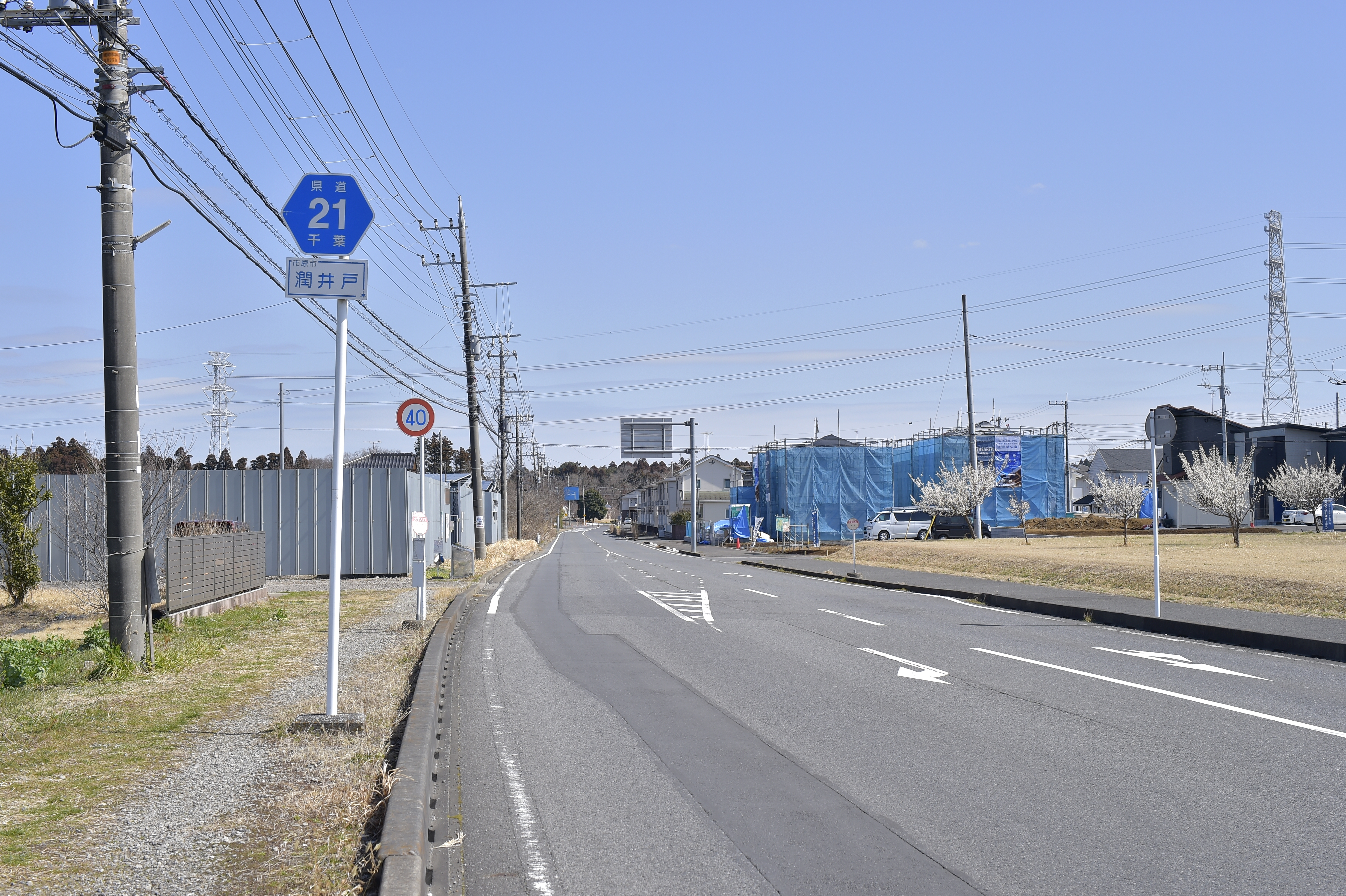
市原市潤井戸（2023年3月）

### 通過する自治体
- 千葉県
  - 市原市
  - 茂原市

### 交差する道路
- 国道297号、千葉県道139号茂原五井線（市原市村上 「市原IC東側」交差点）※起点
- 千葉県道140号五井山倉線（市原市根田　「根田橋脇」交差点）
- 国道297号（市原市郡本 「郡本」交差点）
- 千葉県道14号千葉茂原線（市原市潤井戸 「潤井戸」交差点）
- 千葉県道130号誉田停車場潤井戸線（市原市永吉 「永吉」交差点）
- 千葉県道128号日吉誉田停車場線（市原市東国吉 「東国吉」交差点）
- 千葉県道128号日吉誉田停車場線（市原市金剛地）
- 千葉県道132号土気停車場金剛地線（市原市金剛地）
- 千葉県道67号生実本納線（茂原市大沢）
- 首都圏中央連絡自動車道（圏央道）茂原北IC（茂原市上太田）
- 国道128号（茂原市本納 「本納」交差点）※終点